# Whitney Ellsworth
Frederick Whitney Ellsworth, né le 27 novembre 1908 à New York dans l'état américain de New York et mort le 7 septembre 1980 à Westlake Village en Californie, est un éditeur américain de comic book et aussi un écrivain et un artiste pour la firme DC Comics pendant la période dite de l'Âge d'or des comics. Il est également le producteur et éditeur des histoires de la série télévisée Les Aventures de Superman.

## Biographie
Whitney "Whit" Ellsworth, né le 27 novembre 1908 à Brooklyn, un arrondissement de la ville de New York n'est âgé que de 14 ans lorsque son père décède d'une crise cardiaque à l'âge de 45 ans. Vers la fin de l'année 1934 il devient associé avec la firme National Allied Publishing un précurseur de DC Comics. Il quitte en 1937 mais revient en 1939 et est responsable éditorial de tous les titres de DC jusqu'en 1953. Il a aussi édité des histoires, développé de nouveaux projets et approuvé les dessins. Il esquissa aussi des croquis pour les couvertures des principaux titres de DC Comics, incluant Batman et Detective Comics jusqu'en 1946. En 1953 il déménage à Hollywood pour produire la série télévisée Les Aventures de Superman mettant en vedette George Reeves. Il quitte définitivement DC en 1971.
Ellsworth commença sa carrière comme dessinateur pour King Features Syndicate. Il a également écrit pour des pulp magazines appelés plus communément des "pulps".
Il meurt à son domicile de Westlake Village en Californie le 7 septembre 1980 à l'âge de 71 ans.